# Panagiotis Zervós
Panagiotis Zervós (grec: Παναγιώτης Ζερβός)  (Sami, 1878 - Atenes, 2 de gener de 1952) va ser un matemàtic grec.
Nascut a l'illa de Cefalònia, la seva família es va traslladar a l'illa de Corfú quan ell era petit i on va començar els seus estudis escolars, destacant en les matemàtiques. El negoci patern d'espelmes, no va funcionar i es van traslladar novament a Alexandria on va acabar els estudis secundaris al col·legi francès. El seu pare va morir allà el 1894 i ell va retornar tot sol a Atenes per estudiar matemàtiques. Es va graduar a la universitat d'Atenes el 1899 i dos anys més tard va obtenir el doctorat. Des del 1903 fins al 1905 va ampliar estudis a París. Mentre era a París, un dels seus mestres Jacques Hadamard li va proposar que estudiés el conegut com problema de Monge (un sistema equacions diferencials indeterminades); aquest tema es va convertir en el seu objecte d'estudi preferit durant tota la seva vida.
En retornar al seu país, va ser professor de secundària a El Pireu i Atenes, donant algunes classes al mateix temps a la universitat d'Atenes, fins que el 1917 va obtenir una plaça docent a la universitat en la qual es va jubilar el 1949. Juntament amb Nikólaos Khatzidakis i Geórgios Remundos va ser un dels fundadors el 1918 de la Societat Matemàtica Hel·lènica. Amb aquests i altres professors, va ser un dels dinamitzadors de les matemàtiques a la universitat d'Atenes i a tota la Grècia moderna.
Els treballs de Zervós van ser en els camps de la teoria de conjunts, grups de Lie, equacions diferencials i filosofia de les matemàtiques.